# Kyōto Geihinkan
Kyōto Geihinkan (jap. 京都迎賓館; oficjalna nazwa ang. Kyoto State Guest House) – rezydencja gościnna w Kioto (Kyōto), jedna z dwóch rezydencji rządu Japonii, przeznaczona do przyjmowania gości zagranicznych na szczeblu państwowym, składających oficjalne wizyty. Drugą jest Pałac Akasaka Geihinkan w Tokio. 

## Opis
Rezydencja została wzniesiona we współczesnym stylu japońskim łączącym długą tradycję architektoniczną z metodami nowoczesnego budownictwa. W konstrukcji budynku wykorzystano stal, beton i najnowocześniejszą technologię, we wnętrzu w dużym stopniu – drewno i papier.
Rezydencja została zbudowana w 2005 roku jako obiekt służący przyjmowaniu wybitnych osobistości z całego świata w otoczeniu prezentującym japońską historię i kulturę. Konstrukcja oraz wyposażenie i wystrój wnętrz harmonizują z dziedzictwem Kioto i regionu oraz ze środowiskiem naturalnym. Jej wygląd zewnętrzny nawiązuje do dachów naczółkowych i prostego, surowego stylu sukiya-zukuri, stosowanego w pawilonach służących do ceremonii parzenia herbaty (cha-no-yu).
Wykorzystano osiągnięcia wielu tradycyjnych rzemiosł, które reprezentują Kioto, w tym: stolarstwo sukiya-zukuri, tynkowanie, ogrodnictwo krajobrazowe, kirikane, brokat nishijin-ori, maki-e i laka).
Główne drzwi wejściowe zostały wykonane z 700-letniego wiązu japońskiego (Zelkova serrata) z prefektury Fukui, a brązowe uchwyty ozdobiono drucianym motywem cloisonné z kumihimo (plecionym sznurem jedwabnym) z Kioto.
Ogród wokół rezydencji jest zaprojektowany tak, aby tworzył zharmonizowaną całość z otaczającymi budynkami. Ta starożytna filozofia architektoniczna, znana jako teioku-ichinyo („jedność budynku i ogrodu”), jest ważną częścią japońskiej estetyki architektonicznej i krajobrazowej.
Kyoto State Guest House jest otwarty dla ogółu zwiedzających przez cały rok, kiedy nie jest wykorzystywany do swojej głównej działalności polegającej na przyjmowaniu oficjalnych osobistości z zagranicy.

## Historia
W 1990 roku, aby upamiętnić 1200. rocznicę założenia starożytnej stolicy Heian-kyō przypadającą w 1994 roku, pojawiły się we władzach tendencje do zbudowania rezydencji gościnnej, która mogłaby pełnić funkcje recepcyjne służące do podejmowania oficjalnych gości zagranicznych w tradycyjnym stylu japońskim w Kioto.
W październiku 1994 roku rząd wydał zgodę na budowę tego rodzaju obiektu spełniającego zarówno funkcje recepcyjne, jak i reprezentującego dziedzictwo kulturalne kraju. Jako miejsce najwłaściwsze do tego celu wybrano teren parku o nazwie Kyōto Gyoen (ang. Kyoto Gyoen National Garden).

## Galeria
- 1. Największa sala w rezydencji nazywa się Fuji-no-Ma (Sala Wisterii) jest wykorzystywana do organizacji bankietów w stylu europejskim i uroczystych powitań. Może pomieścić około 60 gości w cesarskim układzie bankietowym (z długimi stołami ustawionymi prostopadle do głównego stołu) lub 120 gości przy okrągłych stołach. Gobelin na ścianie, tkany techniką tsuzure-ori, tsuzure-nishiki (polichromowany gobelin), prezentuje 39 odmian japońskich kwiatów. Gobeliny tego rodzaju są zwykle tkane z jedwabiu na bawełnianej osnowie pokrytej jedwabnymi, złotymi lub srebrnymi nićmi. Dywan (dantsū) na podłodze przedstawia nawiane wiatrem płatki kwiatów wisterii (Wisteria floribunda) przedstawionych na gobelinie[6].
- 2. Ikebana w hallu wejściowym i parawan tworzący jej tło są zmieniane za każdym razem, zgodnie z gustami gości i specyfiką danego kraju[3].
- 3. Deski podłogowe są wykonane z japońskiego wiązu, zabezpieczonego przed zarysowaniami. Okna są wyposażone w ekrany shōji. Z prawej strony stoi na podłodze lampa andon wykonana z drewna i papieru japońskiego washi pochodzącego z miasta Mino[3].
- 4. Sala bankietowa w stylu japońskim o nazwie Kiri-no-Ma (Sala Paulowni). Przesuwne drzwi sali są ozdobione emblematem znanym jako go-shichi-no-kiri (trzy liście paulowni, siedem kwiatów na środku i po pięć na bocznych liściach), dawniej używanym jako prywatny emblemat rodziny cesarskiej, obecnie logo rządu japońskiego. Przyjęcia są urozmaicane koncertami na koto i pokazami tradycyjnych tańców w wykonaniu geiko i maiko[7].
- 5. Sala Juraku-no-Ma jest wykorzystywana jako poczekalnia dla dygnitarzy lub towarzyszących im delegacji, gdy odbywają się bankiety i spotkania ministerialne. Fotele stojące przy ścianie zostały wykonane bez gwoździ i metalowych części, przy użyciu tradycyjnej techniki stolarskiej z Kioto, a karmazynowa tapicerka (nishijin-ori), utkana w słynnej dzielnicy Nishijin w Kioto[8].
- 6. Sala Yubae-no-Ma służy do organizacji konferencji, spotkań ministerialnych, ceremonii parzenia herbaty w stylu ryūrei-shiki (ceremonia przy stolikach i krzesłach, zamiast siedzenia na tatami) oraz jako poczekalnia na bankiety. Nazwa Yubae-no-Ma pochodzi od połączonych nazw dwóch gobelinów, Hiei Getsuei i Atago Yūshō, wiszących na wschodniej i zachodniej ścianie sali. Gobelin Hiei Getsuei przedstawia światło księżyca nad górą Hiei, na wschód od Kioto, a Atago Yūshō – słońce zachodzące za górą Atago, szczytem na zachód od Kioto[9].

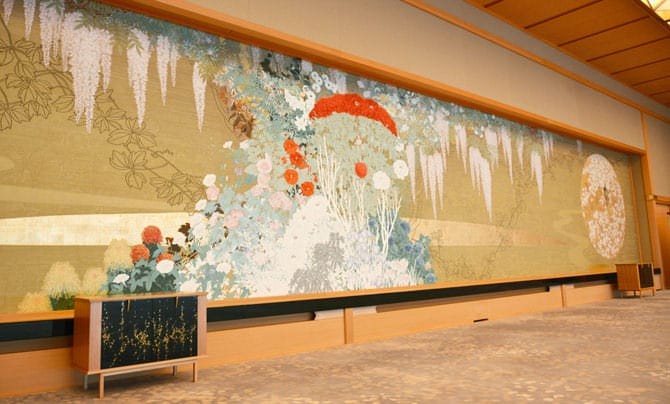
1. Fuji-no-Ma
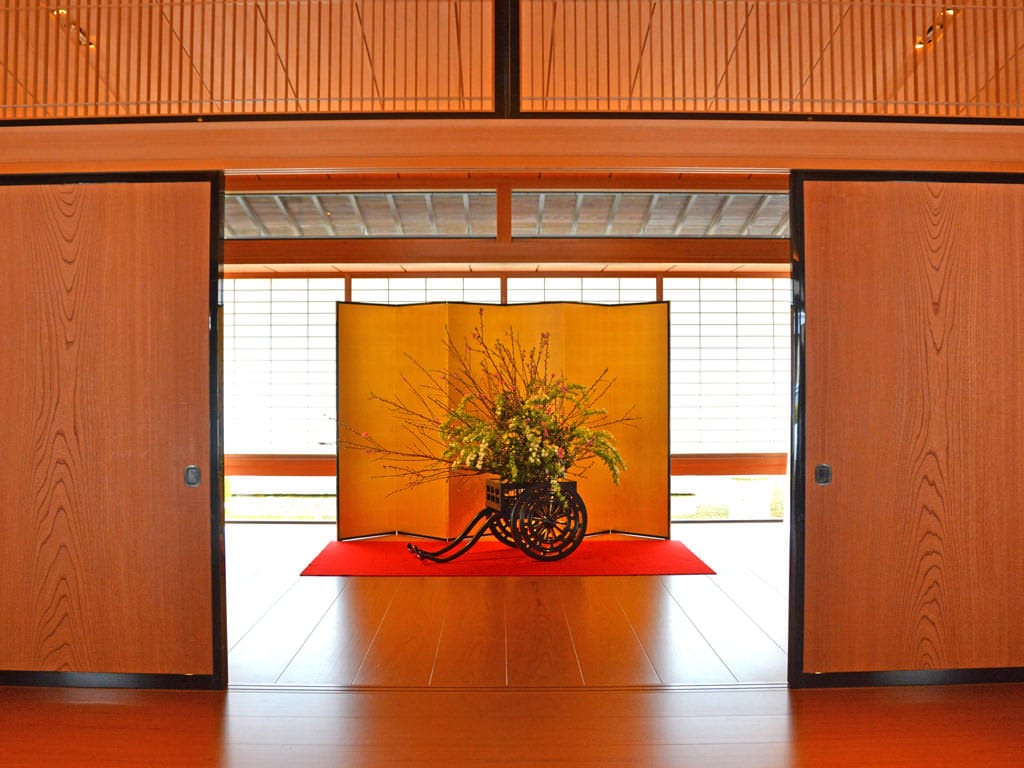
2. Ikebana w hallu wejściowym
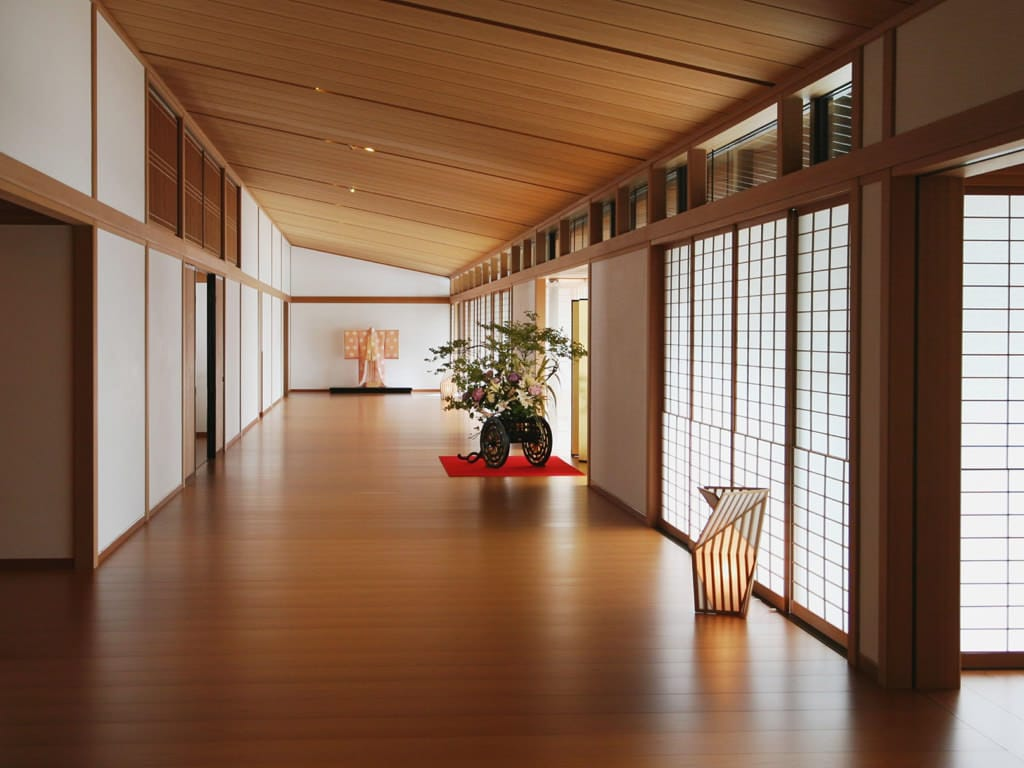
3. Korytarz wejściowy
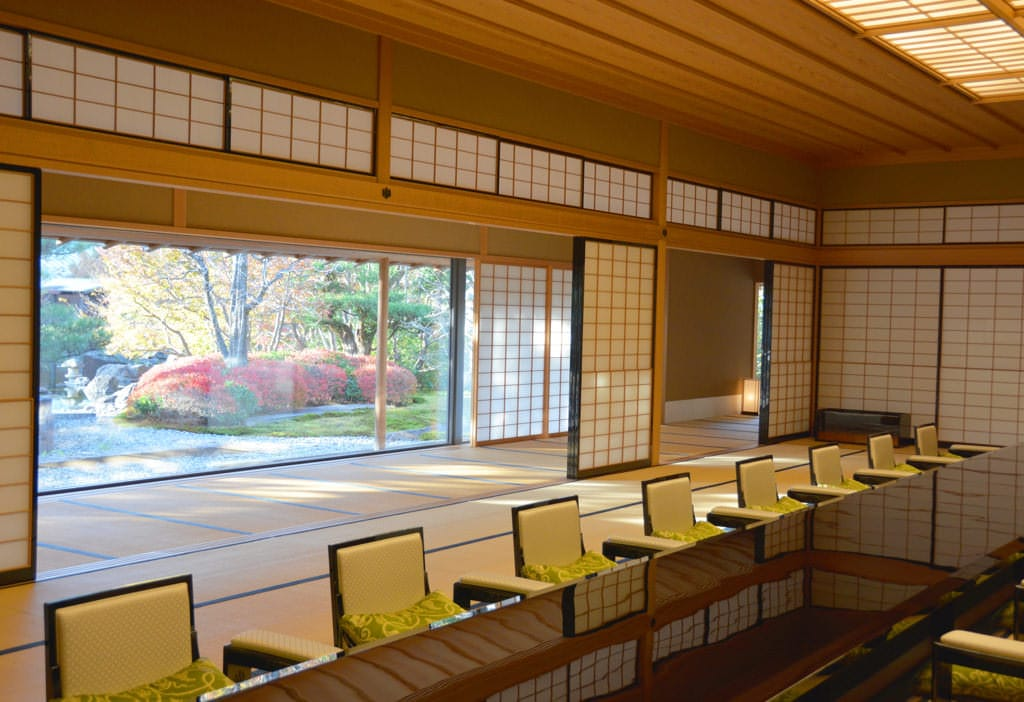
4. Kiri-no-Ma
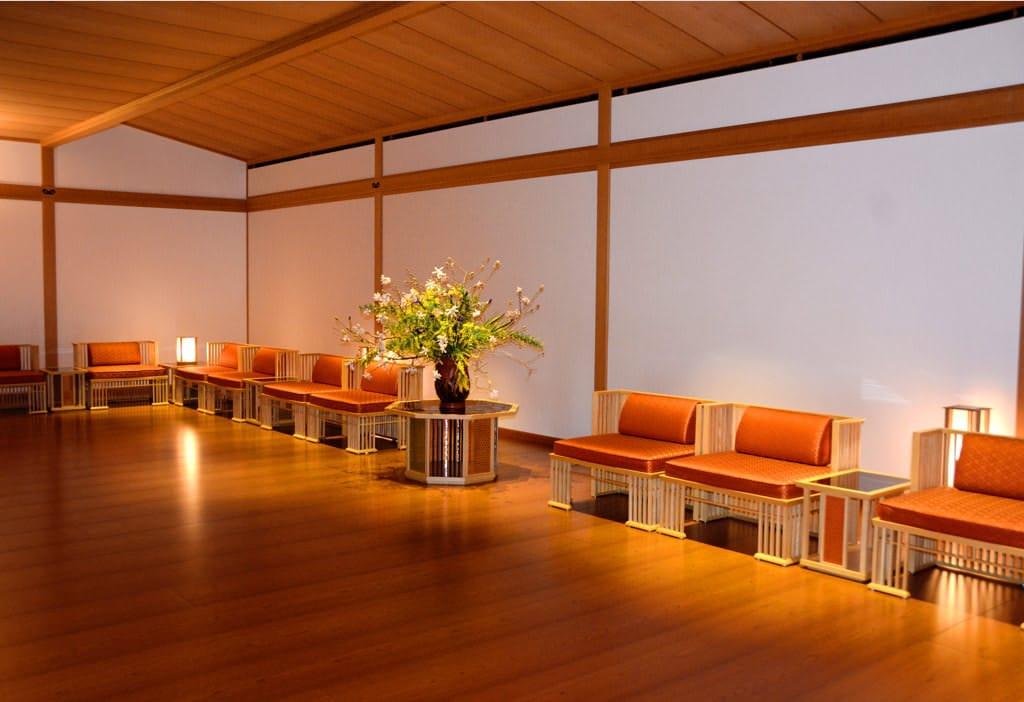
5. Juraku-no-Ma
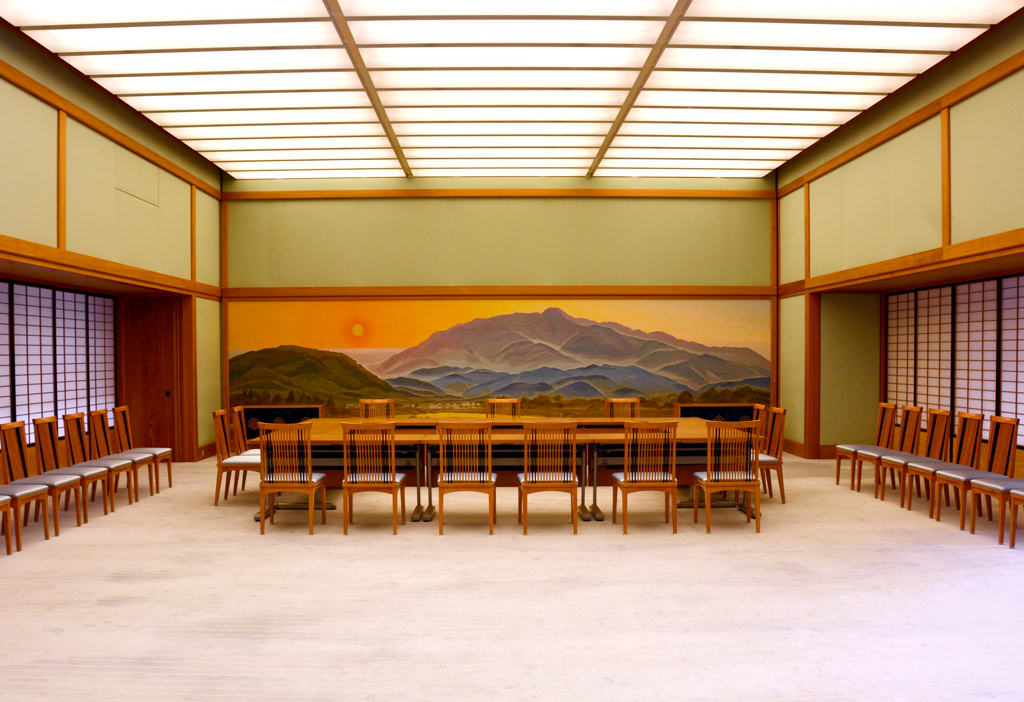
6. Yubae-no-Ma
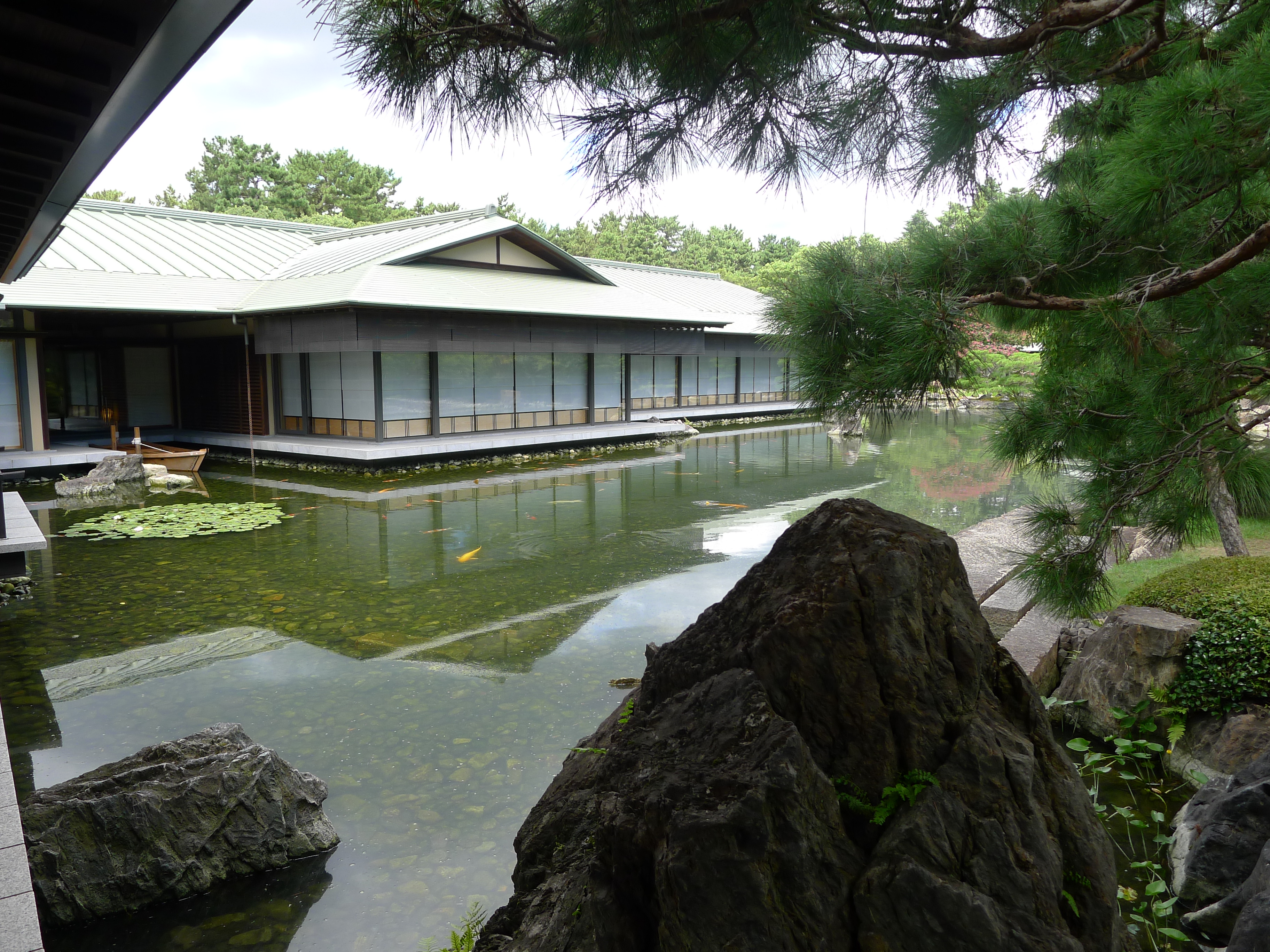
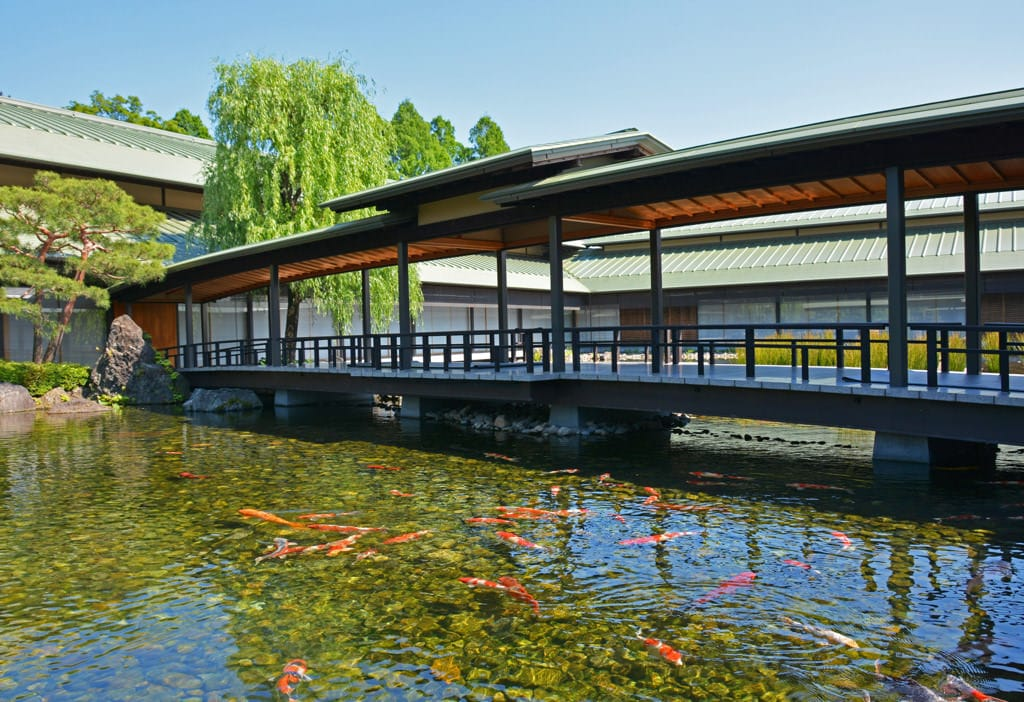
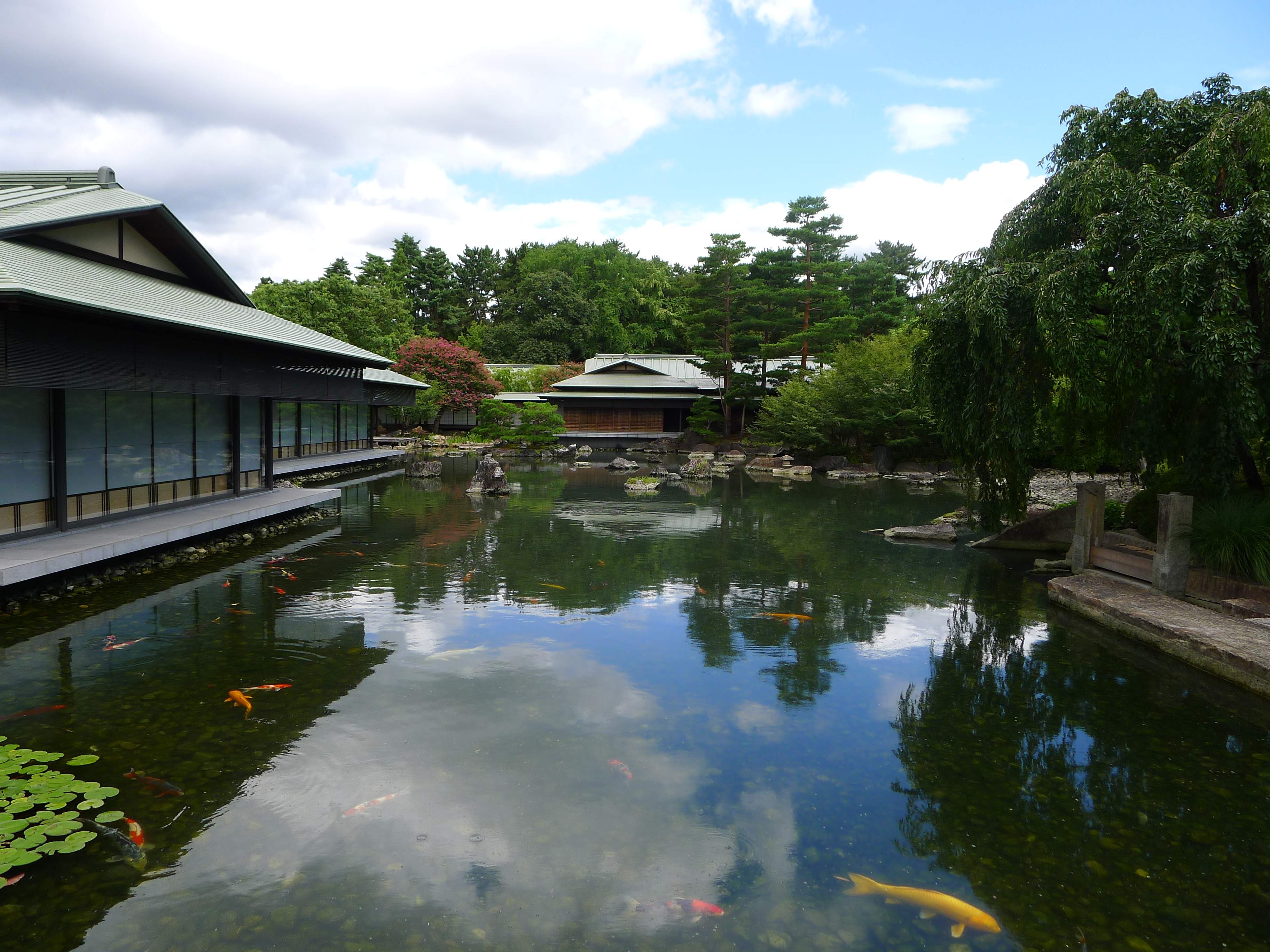
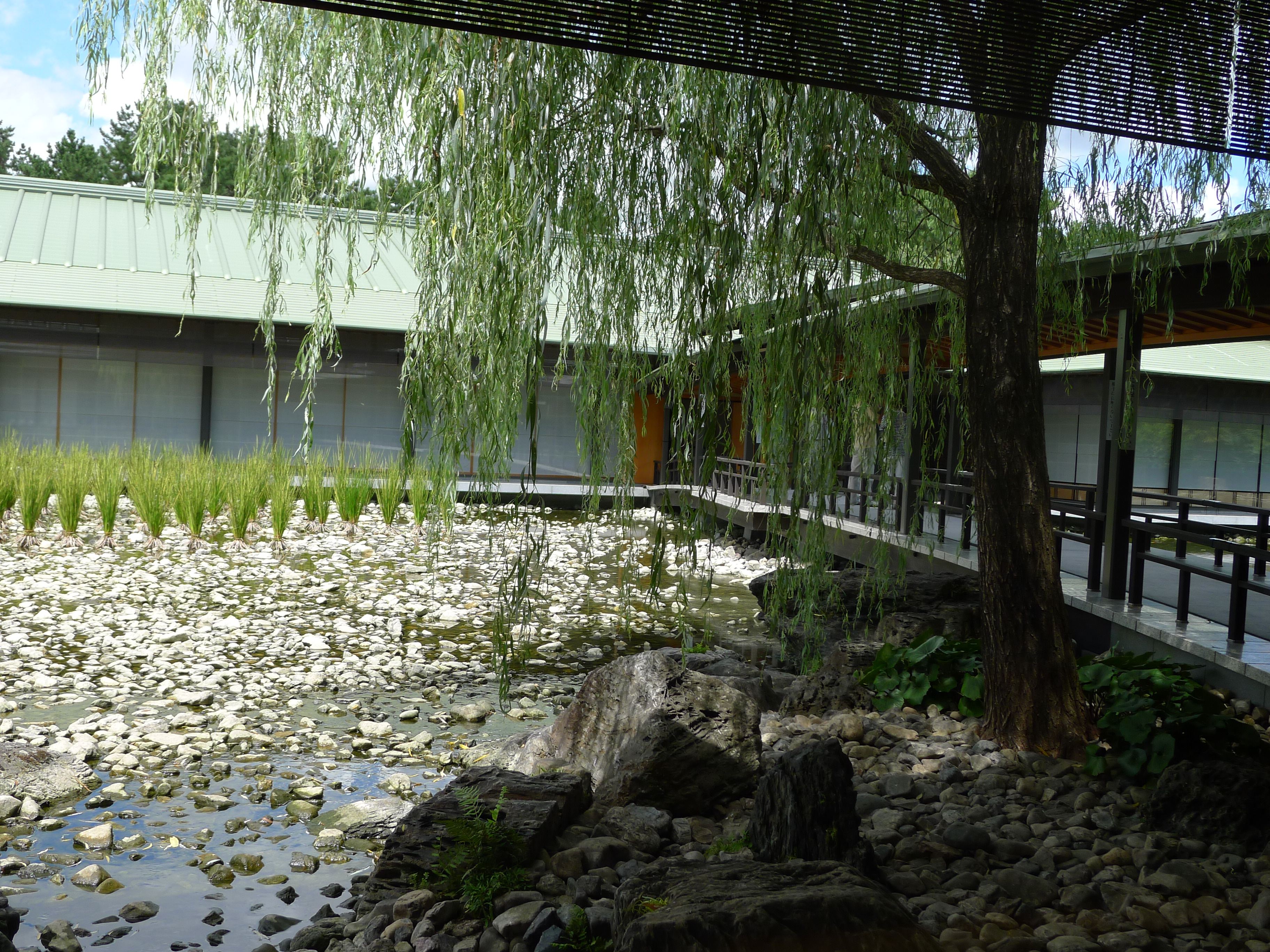
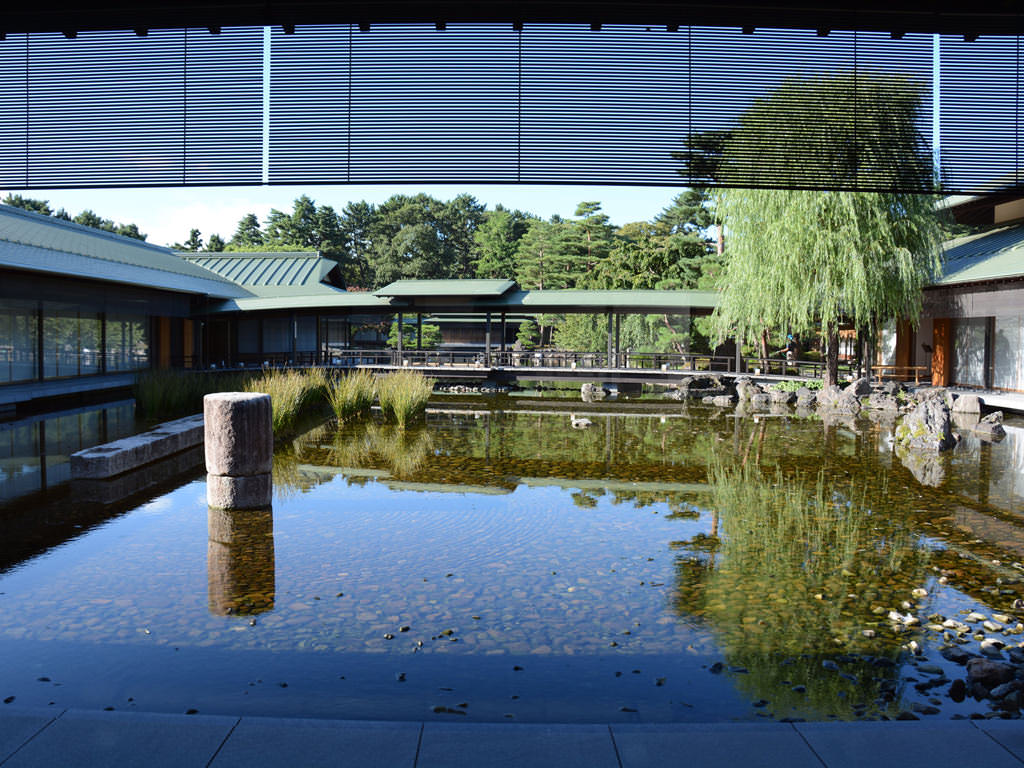
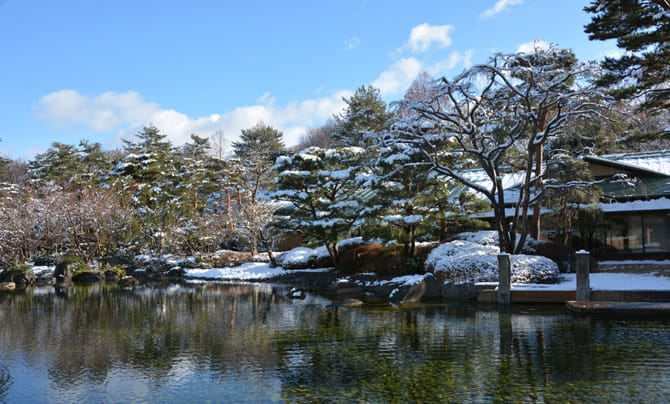